# 袁敦禮
袁敦禮（1895年—1968年8月），字志仁，男，直隶徐水人，生於北京，中华民国及中华人民共和国体育专家，中国体育教育的奠基人之一。

## 生平
1917年，袁敦禮毕业于北京高等师范学校外语部，随后留校任体育科秘书兼翻译。1919年任体育科主任。1923年赴美国留学，在芝加哥大学、哥伦比亚大学、约翰·霍普金斯大学学习生理学、体育理论、公共卫生，获生理学硕士学位，获聘为美国体育学会特别通讯员。1927年毕业回国，历任北平师范大学教务长、体育系主任，浙江大学体育系教授、主任。1936年，作为中国体育考察团正指导，赴欧洲考察。
1937年七七事变后不久，国立北平师范大学、国立北平大学、国立北洋工学院一起迁至陕西西安组成西安临时大学，1938年西安临时大学再迁陕南汉中城固，成为国立西北联合大学。在此期间，袁敦礼除任体育系主任外，还兼任西北联合大学教务长等职。1946年后，历任北平师范学院、北平师范大学校长直到1949年北平和平解放前夕。
袁敦禮曾多次主办华北运动会，参与筹办全国运动会及中国参加远东运动会、奥运会的工作。袁敦礼对中国近代体育事业的开创和发展，特别是对体育教育、师范教育、体育理论、公共卫生教育、电化教育都有贡献。
1916年邓颖超在天津直隶第一女子师范学校学习时，袁敦礼的夫人赵玉琨正在该校任教，是邓颖超的体育老师，教授舞蹈。后来邓颖超和周恩来结婚，袁敦礼和周恩来私人关系也很好。北平和平解放前夕，中国国民党党政人员撤往台湾时，曾动员袁敦礼去台湾，袁敦礼本已离开北平南下，后因周恩来辗转捎信劝导，乃暂居杭州而未去台湾。后来，袁敦礼应西北师范学院前代院长李化方的邀请，到兰州的西北师范学院任教。
中华人民共和国成立后，袁敦禮历任兰州体育学院院长、甘肃师范大学副校长，并兼任全国政协委员、中华全国体育总会副主席、甘肃省人大代表、九三学社常务委员等职。还参与起草《国民体育实施方案》和修改《国民体育法》。1962年，作为中华体育总会副主席的原甘肃师范大学副校长袁敦礼到北京参加中华全国体育总会会议时，应周恩来邀请，袁敦礼、赵玉琨夫妇到中南海周恩来家做客，并和周恩来、邓颖超合影。
1966年文化大革命爆发后，袁敦礼被打倒并关进牛棚，夫人赵玉琨被勒令去扫马路，家里也被红卫兵抄家。袁敦礼一家八口被红卫兵从原居住的教眷一号楼204室驱赶到甘肃师范大学旧办公楼旁的向阳区的两间破平房。
1968年8月，在清理阶级队伍期间，甘肃师范大学体育教授袁敦礼因遭残酷迫害，自杀身亡，享年73岁。